# Stary cmentarz żydowski w Skierniewicach
Stary cmentarz żydowski w Skierniewicach – nieczynny kirkut znajdujący się przy ul. Strobowskiej w Skierniewicach.

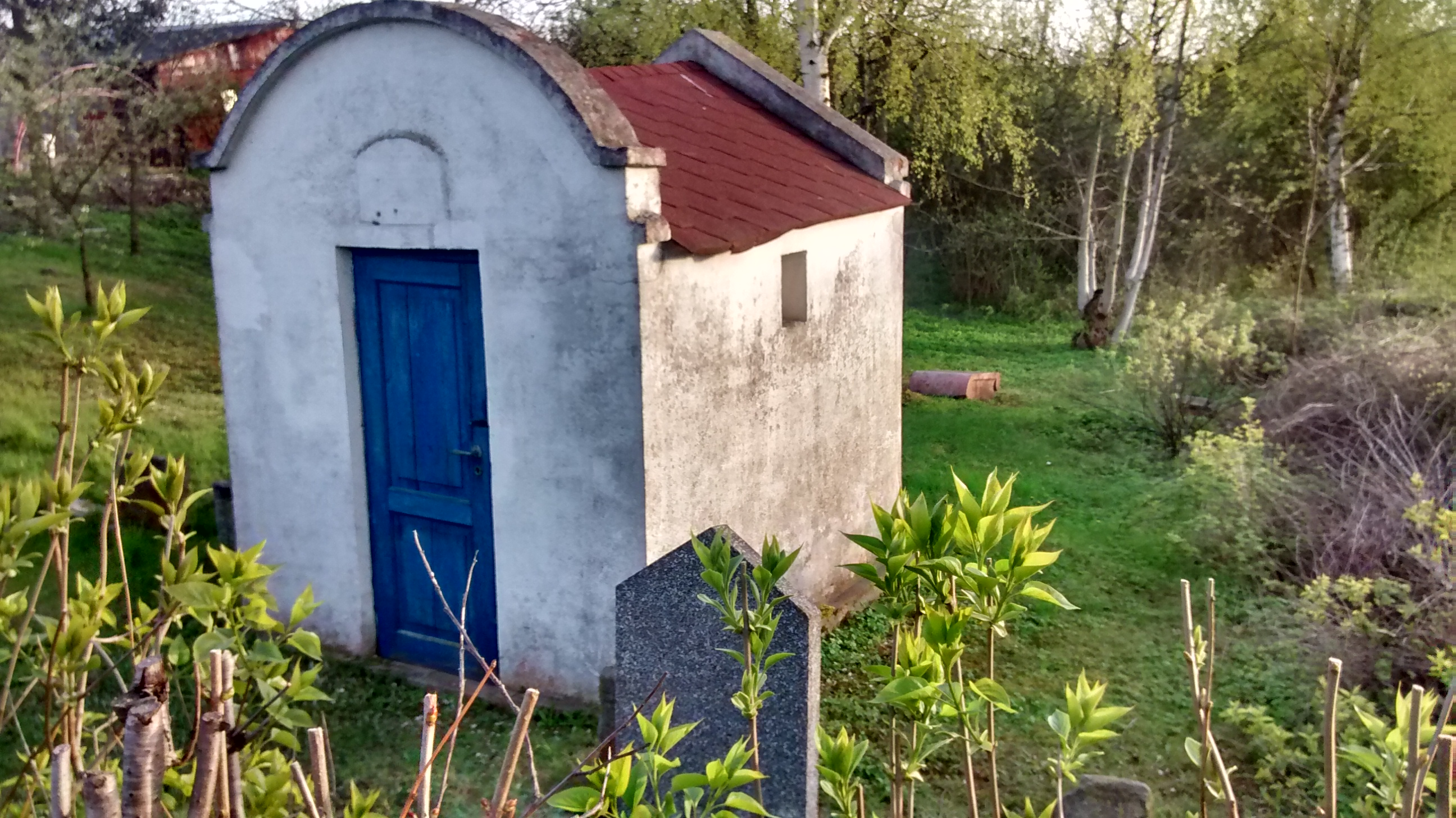
Ohel rabina Szymona Kalisza

Cmentarz został założony prawdopodobnie w I połowie XIX wieku. Wskutek dewastacji z okresu II wojny światowej i lat powojennych zachowało się na nim tylko kilka macew i ohel rabina Szymona Kalisza (zm. 1928). Cmentarz ma powierzchnię 1,75 ha.
Cmentarz ten pełnił funkcje grzebalne do 1919 roku, kiedy to radni miasta – powołując się na względy sanitarne – doprowadzili do jego zamknięcia.